# Diana Bouth
Diana de Figueiredo Bouth (São Paulo, 31 de outubro de 1980) é uma atriz e apresentadora de televisão brasileira. 
Amante de esportes radicais, apresentou de 1999 a 2009 o programa Zona de Impacto do canal SporTV. Após a maternidade, passou a apresentar o programa Mãe e Cia no GNT

## Trajetória
Criada no Rio de Janeiro, é filha do surfista Marcos Bouth e da atriz Ângela Figueiredo. Casou-se com o também surfista Simão Romão com quem tem um filho. Os dois se separaram em 2013.